# Dr Beyers Naudé (gemeente)
Dr Beyers Naudé (officieel Dr Beyers Naudé Plaaslike Munisipaliteit) is een nieuwe gemeente in het Zuid-Afrikaanse district Sarah Baartman.
Dr Beyers Naudé ligt in de provincie Oost-Kaap en telt 79.300 inwoners. 
De gemeente is het resultaat van een fusie van de gemeenten Baviaans, Camdeboo en Ikwezi na de plaatselijke gemeenteverkiezingen van 3 augustus 2016. Hierin verkreeg het ANC 51,05% van de stemmen en 14 zetels, de Democratische Alliantie 46,59% en 13 zetels en de EFF 1,74% en geen zetels.
De gemeente is genoemd naar de Afrikaner geestelijke en anti-apartheidsactivist Beyers Naudé.

## Geografie en bevolking
De oppervlakte van de gemeente bedraagt 28.653 km² aan de westkant van de provincie Oost-Kaap, van de Sneeuberge in het noorden tot de Baviaanskloof in het zuiden. Het is een zeer dunbevolkt gebied, met een bevolkingsdichtheid van 2,8 per km². 
80,3% van de inwoners heeft Afrikaans als eerste taal, 14,8% Xhosa en 3,2% Engels. Van de inwoners omschrijft 66,9% zichzelf als kleurling, 23,6% als Zwart en 8,7% als blank. 
De voornaamste plaats is Graaff-Reinet, met ca. 35.000 inwoners.

## Nederzettingen
- Aberdeen
- Graaff-Reinet (zetel)
- Jansenville
- Klipplaat
- Kroonvale
- Lotusville
- Nieu Bethesda
- Rietbron
- Steytlerville
- Thembalesizwe
- Tjoksville
- uMasizakhe
- Vuyolwetho
- Willowmore
- Waterford